# Słoneczne Dolne

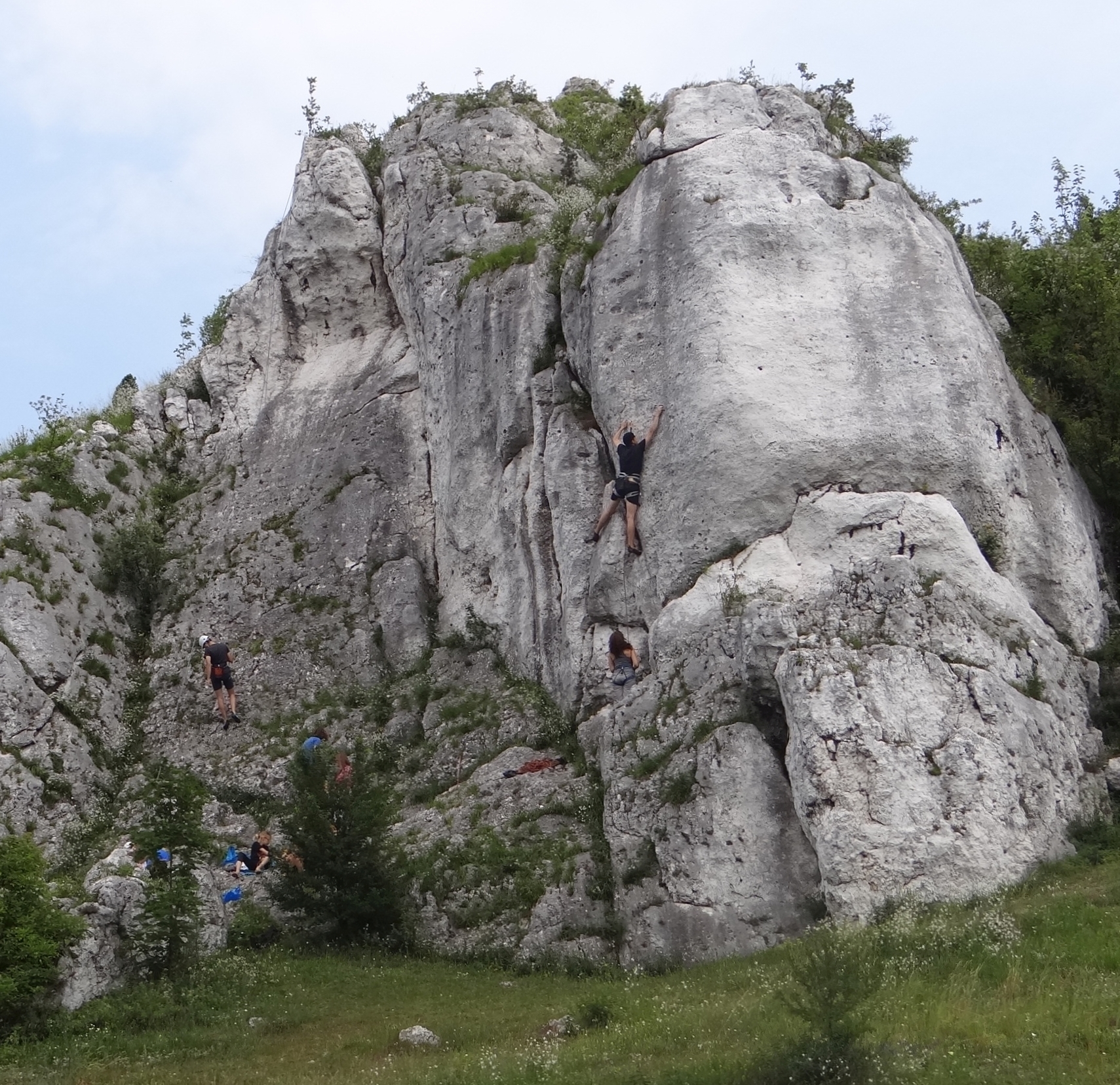
Wspinaczka na Słonecznych Skałkach

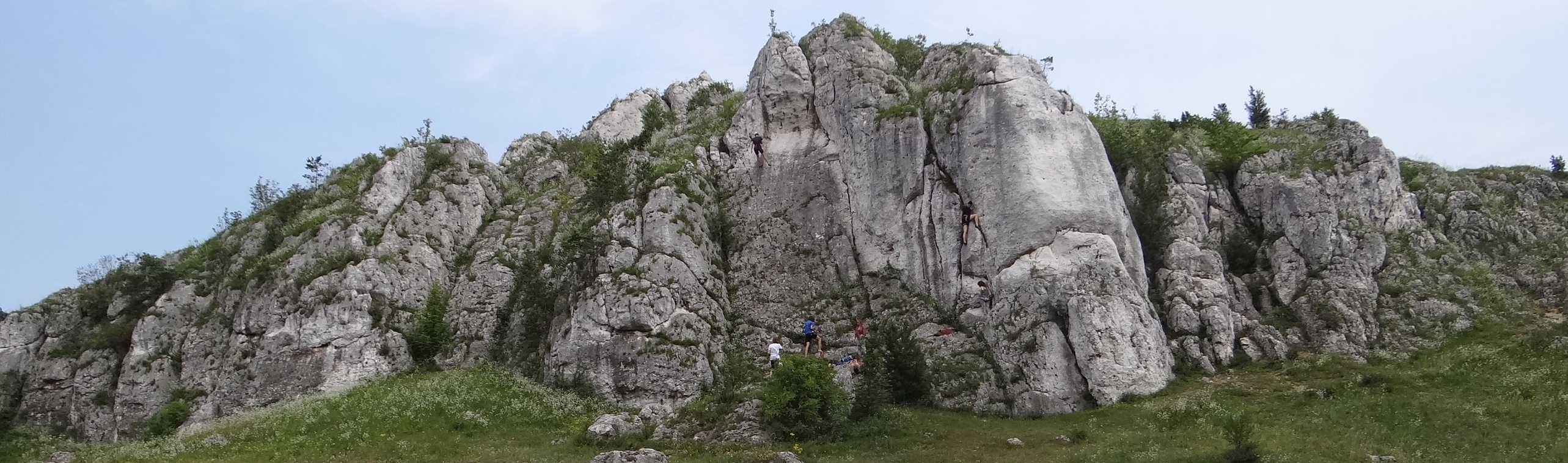

Słoneczne Dolne – grupa skał u południowo-zachodniego podnóża Góry Zamkowej, na której znajdują się ruiny Zamku w Olsztynie w miejscowości Olsztyn w województwie śląskim. Należą do Skał Olsztyńskich na Jurze Krakowsko- Częstochowskiej. Grzegorz Rettinger w przewodniku wspinaczkowym wyróżnia skały Słoneczne Dolne i Słoneczne Górne, w internetowej bazie wspinaczkowej skały te opisywane są łącznie jako Skałki Słoneczne, tak też opisane są na mapie Geoportalu.
Słoneczne Dolne tworzą mur skalny o długości około 100 m. Są zbudowane z twardych wapieni skalistych, mają wysokość 8–15 m i znajdują się na terenie odkrytym. Mają pionowe, miejscami przewieszone ściany i występują w nich takie formacje skalne, jak filar, zacięcie i komin. Są popularnym celem wspinaczki skalnej. Wspinacze zaliczają je do grupy Skał przy Zamku. Jest na nich 14 dróg wspinaczkowych o trudności od IV+ do VI.3+ w skali Kurtyki oraz możliwość poprowadzenia jeszcze jednej drogi. Skały mają wystawę zachodnią, południowo-zachodnią, południową i południowo-wschodnią. Większość dróg ma zamontowane stałe punkty asekuracyjne: ringi (r) i stanowiska zjazdowe) (st). 
1. Pole rugby; VI, 5r + st
2. Okapik hakówki; VI.3+, 6r + st
3. Słoneczna rysa; V, 5r + st (nie wystarczą same ekspresy)
4. Po skosie do księżyca; VI.1+, 5r + st
5. Skok w bok; VI.2+, 4r + st
6. Droga Piszczyka; VI.1+, 4r + st
7. Rysa Popki; VI (nie wystarczą same ekspresy)
8. Kominek Cabana; IV+ (nie wystarczą same ekspresy)
9. Słoneczny filar; VI+, 5r + st (droga szczególnie polecana)
10. Możliwość;
11. Amerykańska Papuga; VI.2, 4r + st
12. Wariant do Potoka; VI.1+, 4r + st
13. Dotyk Płomienia; VI.2, 4r + st
14. Filar Potoka; VI+, 4r + st
15. Sahara; VI, 4r + st[1].

W Skałkach Słonecznych znajduje się Jaskinia w Słonecznych Skałkach.